# زفیرهیلز (فلوریدا)
زفیرهیلز (به انگلیسی: Zephyrhills) شهری در شهرستان پسکو ایالت فلوریدا است که در سال ۱۹۱۴ بنیان‌گذاری شده‌است. این شهر طبق سرشماری سال ۲۰۱۰ میلادی، ۱۳٬۲۸۸ نفر جمعیت داشته و مساحت آن نیز ۱۶٫۴ کیلومتر مربع است.